# 俄羅斯和白俄羅斯的能源爭議

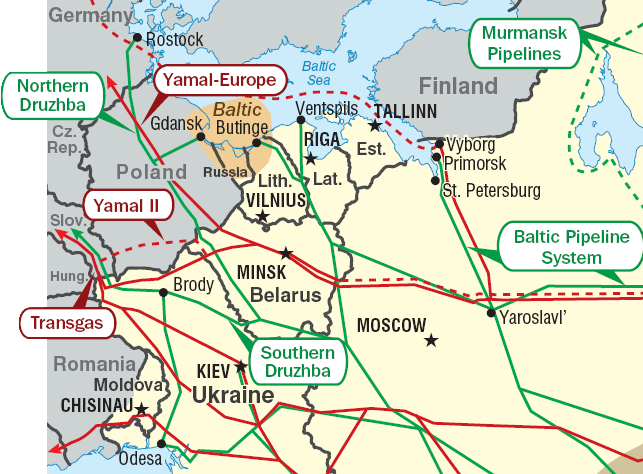
德魯日巴輸油管道由俄羅斯途經白俄羅斯延伸至其他歐洲國家；綠色線是輸油管，紅色線是輸氣管；這次爭議同時牽涉石油及天然氣供應

俄羅斯和白俄羅斯的能源爭議之開始，源於俄羅斯國營天然氣供應商俄羅斯天然氣工業股份公司要求增加白俄羅斯付出的天然氣費用一成。事件在2007年1月8日升級。俄羅斯國家石油管道運輸公司（Транснефть）停止將石油注入途徑白俄羅斯的德魯日巴輸油管道（取名自俄語詞，意指“友誼”）。
俄羅斯國家石油管道運輸公司指責白俄羅斯從管道偷石油，迫使其停止石油供應。1月10日，白俄羅斯取消引致暫停供油的關稅後，俄羅斯國家石油管道運輸公司恢復經由該管道供應石油，縱使在談判期間雙方提供了不同的訊息。
德魯日巴輸油管道是世上最長的管道，為德國提供其兩成石油供應，並供油給波蘭、烏克蘭、斯洛伐克、捷克和匈牙利。

## 背景

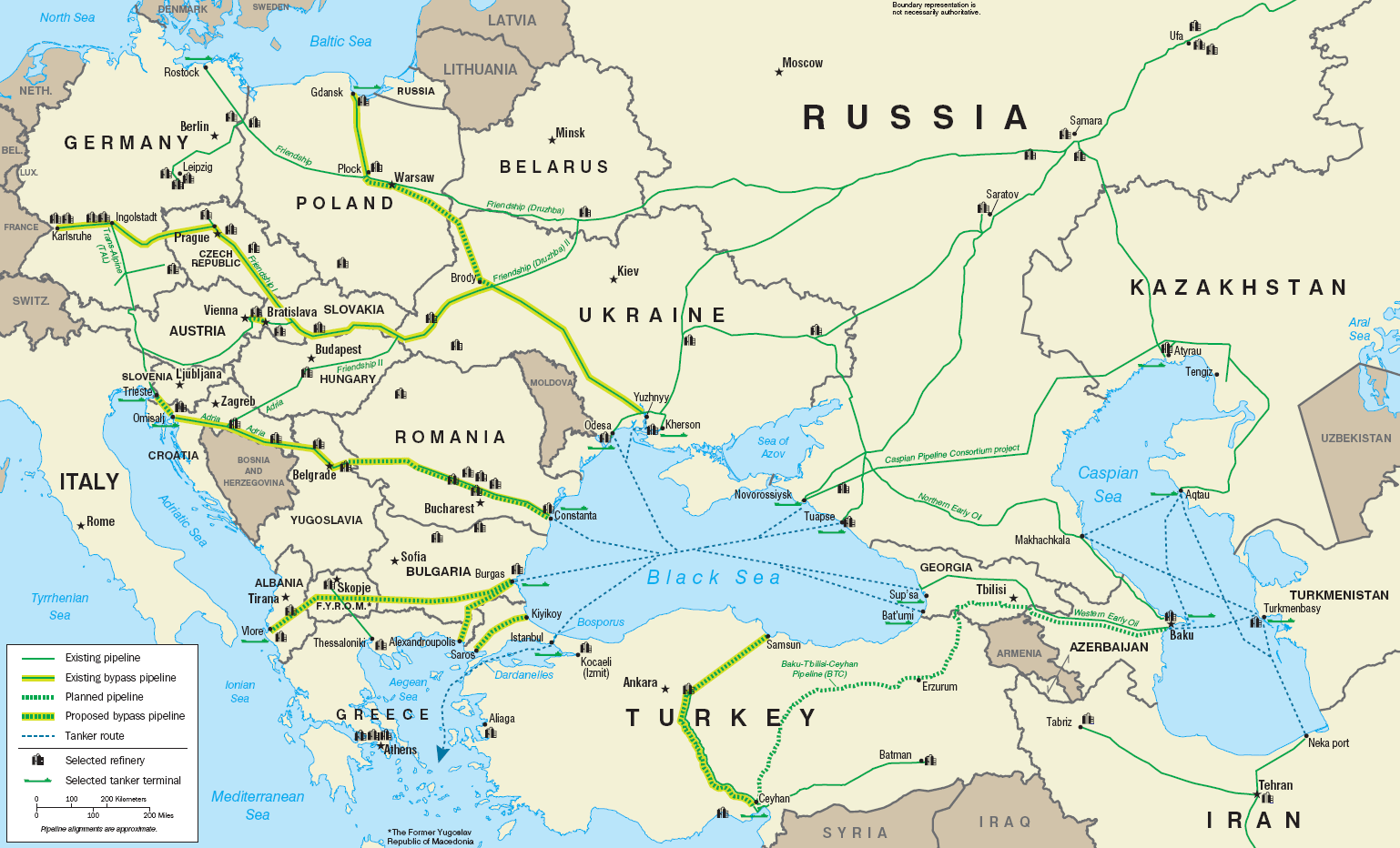
歐洲與西北亞的輸油系統

以往，白俄羅斯向俄羅斯付出的天然氣費用遠低於市場價格，被認為是兩國合作的成果之一。根據俄羅斯總統普京在1月9日所說，俄羅斯全年向白俄羅斯提供40億美元的經濟援助。2006年，俄羅斯宣布在2007年增加費用。由於白俄羅斯總統亞歷山大·盧卡申科拒絕加價，而且雙方沒有共識，俄羅斯天然氣工業股份公司決定，在莫斯科時間2007年1月1日早上10時暫停供應天然氣給白俄羅斯。雙方最後同意以下條款：
- 俄羅斯天然氣工業股份公司最初要求將價格增加至每千立方米200美元，現在改為100美元。
- 白俄羅斯向俄羅斯天然氣工業股份公司出售其國營天然氣管道公司 (Beltransgas)一半股份，售價最高為25億美元。[6]
- 白俄羅斯所付的天然氣價格將會逐漸提高，直到2011年將會與其他歐洲國家相若。
- 白俄羅斯付給俄羅斯的天然氣運輸費用大約上升七成。[7]

能源爭議的另一部分在於石油。1995年，兩國同意俄羅斯向白俄羅斯供應石油，而不會徵收關稅。而加工過的石油帶來的收益，白俄羅斯分得15%，俄羅斯則有85% 。2001年，白俄羅斯單方面取消這項協議，而俄羅斯則並未停止其免關稅出口。白俄羅斯政府收下所有得益，而很多俄羅斯石油公司將其加工廠搬遷到白俄羅斯。結果，俄羅斯每年損失了數十億美元。俄羅斯決定向供應給白俄羅斯的原油徵收關稅。於是，白俄羅斯做出反應，為流經德魯日巴輸油管道的石油設立關稅，達到每噸45美元。俄羅斯政府宣稱白俄羅斯的行動是非法，並表示將會被迫作出適當的行動，原因是這違反了雙邊貿易協議和國際慣例――只有進口或出口貨需要徵收關稅，而運輸中的貨物並不是徵收關稅的對象。俄羅斯拒絕付出白俄羅斯最新實施的關稅。
為了補償，白俄羅斯開始用虹吸管從油管抽取石油。俄羅斯國家石油管道運輸公司總裁謝苗·魏因施托克表示，從1月6日開始，白俄羅斯抽取79,900公噸石油。他說，此舉是非法的，而且白俄羅斯「沒有警告過任何人」。那邊廂，俄羅斯在1月8日暫停輸送石油。
1月9日，白俄羅斯派出以副總理Andrei Kobyakov為首的官員前往莫斯科，希望尋求解決方案。但最初他們表示未能展開談判。
1月10日，白俄羅斯政府撤消關稅，而俄羅斯則同意展開談判。格林尼治標準時間1月11日05:30，石油運輸恢復正常。

## 相關爭議
從2005年初開始，世上能源主要供應國俄羅斯與一些國家因為能源價格而起爭議。白俄羅斯的情況，恰好是事件重演。這些爭議，使摩爾多瓦 (現時天然氣價格是每千立方米170美元)、格魯吉亞 (每千立方米235美元) 和烏克蘭 (2006年俄羅斯和烏克蘭的天然氣爭議發生，引致歐洲天然氣供應暫停四天之後)付出的天然氣費用增加。
俄羅斯現在正跟阿塞拜疆商議。最近，阿塞拜疆停止出口石油給俄羅斯。
2006年7月29日，俄羅斯暫停輸送石油到位於立陶宛的馬熱伊基艾煉油廠 (Mažeikių Nafta)，原因是位於俄羅斯布良斯克州的德魯日巴輸油系統管段發生石油洩漏，而該管段通往白俄羅斯和立陶宛，與主要管道分開。俄羅斯國家石油管道運輸公司表示，需要一年又九個月去維修受損管段。雖然俄羅斯以技術理由停止供油給立陶宛，但對方宣稱原因是她將馬熱伊基艾煉油廠賣給波蘭公司PKN Orlen。

## 影響
所有淨進口石油的國際能源署成員國，都有儲存石油儲備的法律義務，其存量相等於去年最少九十天的石油淨進口量。而且，根據歐洲聯盟的規定，成員國需要儲存九十天石油儲備。故此，此次情況與2006年俄羅斯和烏克蘭的天然氣爭議不同，歐陸國家的石油供應並未受到影響。波蘭有八十天石油儲備。據報道，捷克開始動用其戰略石油儲備，並能維持一百天石油供應。如果爭議持續，有關國家仍可能從其他來源找到供應。國際油價並未因事件而受重大影響。
然而，受影響的國家關注俄羅斯供應石油是否可靠。 
在德國，事件也再度引起有關政府廢止核能發電的討論。

## 反應
歐洲委員會的能源委員安德里斯·皮埃巴爾格斯 (Andris Piebalgs)表示，歐洲聯盟要求得到「緊急而詳細」的解釋。
波蘭經濟副部長、負責能源安全的皮奧特爾·納伊姆斯基 (Piotr Naimski)表示：「這再顯示，從我們的角度而言，前蘇聯國家之間供應國和運輸國的爭議，意味著這些供應是不可靠的。」
德國經濟部長米夏埃爾·格洛斯 (Michael Glos)表示，這次爭議顯示「不容許單向的經濟依賴發展」。
德國總理安格拉·默克爾在柏林與歐洲委員會主席若澤·曼努埃爾·巴羅佐會面后，譴責這次事件，表示「只要這些行動沒有經過磋商，就是不能接受」。談及誠信對于能源安全的重要，她表示「[這些行動]只會破壞信任，致使任何有信任、不受干擾的合作無法建立」。而且，她又認為，「我們一定跟我們的俄羅斯伙伴以至白俄羅斯說，有問題的時候，進行磋商是必要的，而且一定會是常態，歐洲聯盟將來也是如此。」巴羅佐表示，「雖然現時能源供應沒有即時危機，但沒有作事前咨詢而采取這些行動，是不能接受。」

## 參看
- 俄羅斯－烏克蘭天然氣爭端
- 能源危機
- 北歐天然氣管道，正在興建的天然氣管道，用來繞過現時的能源運輸國。[26]
- 能源憲章條約，包括俄羅斯拒絕確認的有關能源貿易和輸送之原則
- 歐洲聯盟能源政策
- 俄羅斯能源政策